# Marratxí
Marratxí (hiszp. Marrachí)  – gmina w Hiszpanii, w prowincji Baleary, we wspólnocie autonomicznej Balearów, o powierzchni 54,22 km². W 2011 roku gmina liczyła 34 583 mieszkańców.